# Frank A. Cappello
Frank A. Cappello, conosciuto come Frank Cappello (...) è uno sceneggiatore, regista e produttore cinematografico statunitense.

## Filmografia

### Regista

#### Cinema
- American Yakuza (1993)

### Regista e sceneggiatore

#### Cinema
- Fino alla fine (No Way Back) (1995)

### Regista, sceneggiatore e produttore

#### Cinema
- Un uomo qualunque (He Was a Quiet Man) (2007)
- Steele Wool (2019)

### Sceneggiatore

#### Cinema
- Cose dell'altro mondo (Suburban Commando), regia di Burt Kennedy (1991)
- Constantine, regia di Francis Lawrence (2005)